# Tallinn Trophy
Tallinn Trophy è una gara di pattinaggio di figura organizzata a Tallinn, in Estonia. In alcuni anni ha fatto parte del circuito ISU Challenger Series. Comprende gare a livello senior, junior e novice nei singoli, sia maschili che femminili, nella coppia e nella danza su ghiaccio.

## Albo d'oro senior
CS: ISU Challenger Series

### Singolo maschile
| Anno    | Oro                | Argento               | Bronzo             |
| 2011    | Sarkis Hayrapetyan | Slavik Hayrapetyan    | Girts Jekabsons    |
| 2012    | Viktor Romanenkov  | Daniel Albert Naurits | Samuel Koppel      |
| 2014    | Oleksii Bychenko   | Daniel Samohin        | Slavik Hayrapetyan |
| 2015 CS | Max Aaron          | Dmitri Aliev          | Deniss Vasiļjevs   |
| 2016 CS | Roman Savosin      | Anton Shulepov        | Andrew Torgashev   |
| 2017 CS | Dmitri Aliev       | Alexei Krasnozhon     | Yaroslav Paniot    |
| 2018 CS | Maxim Kovtun       | Vincent Zhou          | Anton Shulepov     |
| 2019    | Mihhail Selevko    | Aleksandr Selevko     | Nicky-Leo Obreykov |
| 2021    | Aleksandr Selevko  | Valtter Virtanen      | Slavik Hayrapetyan |
| 2022    | Samy Hammi         | Hlib Smotrov          | Kyrylo Marsak      |
| 2023    | Lev Vinokur        | Rakhat Bralin         | Kyrylo Marsak      |
| 2024 CS | Jacob Sanchez      | Daniel Martynov       | Roman Sadovsky     |

### Singolo femminile
| Anno    | Oro                      | Argento               | Bronzo                   |
| 2011    | Yulia Starikova          | Helery Hälvin         | Stasija Rage             |
| 2013    | Helery Hälvin            | Oona Lindhal          | Tuuli Lipiainen          |
| 2014    | Angelina Kučvaļska       | Anastasia Galustyan   | Liubov Efimenko          |
| 2015 CS | Maria Sotskova           | Elizabet Tursynbayeva | Tyler Pierce             |
| 2016 CS | Stanislava Konstantinova | Serafima Sakhanovich  | Bradie Tennell           |
| 2017 CS | Stanislava Konstantinova | Alisa Fedichkina      | Nicole Schott            |
| 2018 CS | Serafima Sakhanovich     | Ting Cui              | Viveca Lindfors          |
| 2019    | Ksenia Tsibinova         | Anastasiia Guliakova  | Olga Mikutina            |
| 2021    | Josefin Taljegård        | Angelīna Kučvaļska    | Olivia Lisko             |
| 2022    | Josefin Taljegård        | Angelīna Kučvaļska    | Kristina Škuleta-Gromova |
| 2023    | Sarina Joos              | Josefin Taljegård     | Kristina Lisovskaja      |
| 2024 CS | Nina Pinzarrone          | Sof'ja Samodelkina    | Sara-Maude Dupuis        |

### Coppie
| Anno    | Oro                                        | Argento                           | Bronzo                              |
| 2015 CS | Aliona Savchenko / Bruno Massot            | Mari Vartmann / Ruben Blommaert   | Amani Fancy / Christopher Boyadji   |
| 2016 CS | Alina Ustimkina / Nikita Volodin           | Alisa Efimova / Alexander Korovin | Goda Butkutė / Nikita Ermolaev      |
| 2017 CS | Ekaterina Alexandrovskaya / Harley Windsor | Alisa Efimova / Alexander Korovin | Anastasia Poluianova / Dmitry Sopot |
| 2018 CS | Miriam Ziegler / Severin Kiefer            | Tarah Kayne / Danny O'Shea        | Jessica Calalang / Brian Johnson    |

### Danza su ghiaccio
| Anno    | Oro                                      | Argento                               | Bronzo                              |
| 2014    | Allison Reed / Vasili Rogov              | Tatiana Kozmava / Aleksandr Zolotarev | Olga Jakušina / Andrey Nevskiy      |
| 2015 CS | Isabella Tobias / Ilia Tkachenko         | Federica Testa / Lukáš Csölley        | Cecilia Törn / Jussiville Partanen  |
| 2016 CS | Elena Ilinykh / Ruslan Zhiganshin        | Isabella Tobias / Ilia Tkachenko      | Elliana Pogrebinsky / Alex Benoit   |
| 2017 CS | Natalia Kaliszek / Maksym Spodyriev      | Alisa Agafonova / Alper Uçar          | Elliana Pogrebinsky / Alex Benoit   |
| 2018 CS | Christina Carreira / Anthony Ponomarenko | Anastasia Skoptcova / Kirill Aleshin  | Natalia Kaliszek / Maksym Spodyriev |
| 2024 CS | Evgenija Loparëva / Geoffrey Brissaud    | Emily Bratti / Ian Somerville         | Kateřina Mrázková / Daniel Mrázek   |

## Albo d'oro junior

### Singolo maschile
| Anno | Oro                | Argento                      | Bronzo                    |
| 2011 | Samuel Koppel      | German Frolov                | nessun altro partecipante |
| 2012 | Daniil Parkman     | Konstantin Mavromatti        | Ilia Chernykh             |
| 2013 | Roman Galay        | Juho Pirinen                 | Ilia Chernykh             |
| 2014 | Artem Tsoglin      | Armen Agaian                 | Roman Galay               |
| 2015 | Dmitry Bushlanov   | Igor Efimchuk                | Daniil Zurav              |
| 2016 | Matyáš Bělohradský | Thomas Stoll                 | Nikita Starostin          |
| 2017 | Andrei Mozalev     | Maksim Fedotov               | Matyáš Bělohradský        |
| 2018 | Artur Danielian    | Tomas Llorenc Guarino Sabate | Nikita Starostin          |
| 2019 | François Pitot     | Xan Rols                     | Oliver Praetorius         |
| 2021 | Andreas Nordebäck  | Casper Johansson             | Jegor Martsenko           |
| 2022 | Kyrylo Lishenko    | Jegor Martsenko              | Kirills Korkachs          |
| 2023 | Matvii Yefymenko   | Kirills Korkacs              | Hugo Bostedt              |
| 2024 |                    |                              |                           |

### Singolo femminile
| Anno           | Oro                      | Argento                  | Bronzo                   |
| 2011           | Sindra Kriisa            | Viktoria Proshina        | Karine Rutlauka          |
| 2012           | Stanislava Konstantinova | Viktoria Proshina        | Ekaterina Kozlovskaya    |
| 2013           | Jemima Rasmuss           | Ksenia Kochueva          | Diana Reinsalu           |
| 2014           | Anni Järvenpää           | Stanislava Konstantinova | Kristina Škuleta-Gromova |
| 2015 gruppo I  | Shaline Ruegger          | Ella Mizrahi             | Serena Giraud            |
| 2015 gruppo II | Stanislava Konstantinova | Alisa Fedichkina         | Diana Nikitina           |
| 2016           | Alisa Fedichkina         | Elizaveta Nugumanova     | Dahyun Ko                |
| 2017           | Anastasija Gubanova      | Anastasiia Arkhipova     | Anastasia Gracheva       |
| 2018           | You Young                | Selma Valitalo           | Niina Petrokina          |
| 2019           | Niina Petrokina          | Anais Coraducci          | Maia Sorensen            |
| 2021           | Amalia Zelenjak          | Nikola Fomchenkova       | Anastasija Konga         |
| 2022           | Noelle Streuli           | Nikola Fomchenkova       | Rosa Reponen             |
| 2023           | Iida Karhunen            | Anthea Gradinaru         | Nataly Langerbaur        |
| 2024           |                          |                          |                          |

### Coppie
| Anno | Oro                                   | Argento                      | Bronzo                    |
| 2017 | Daria Kvartalova / Alexei Sviatchenko | Cleo Hamon / Denys Strekalin | nessun altro partecipante |

### Danza su ghiaccio
| Anno | Oro                                       | Argento                                   | Bronzo                                        |
| 2012 | Marina Elias / Denis Koreline             | Ksenia Shevshenko / German Frolov         | nessun altro partecipante                     |
| 2013 | Ksenia Konkina / Georgy Reviya            | Ekaterina Chernikina / Andrey Filatov     | Marina Elias / Denis Koreline                 |
| 2014 | Eugenia Tkachenka / Yuri Hulitski         | Kimberly Berkovich / Ronald Zilberberg    | Emilia Kalehanova / Uladzislau Palkhouski     |
| 2015 | Aleksandra Amelkina / Andrey Filatov      | Ksenia Konkina / Georgy Reviya            | Sarah Marine Rouffanche / Geoffrey Brissaud   |
| 2016 | Anastasia Skoptsova / Kirill Aleshin      | Ksenia Konkina / Grigorii Yakushev        | Polina Ivanenko / Danil Karpov                |
| 2017 | Anastasia Skoptsova / Kirill Aleshin      | Elizaveta Khudaiberdieva / Nikita Nazarov | Julia Tultseva / Anatoliy Belovodchenko       |
| 2018 | Elizaveta Chudajberdieva / Nikita Nazarov | Diana Devis / Gleb Smolkin                | Ekaterina Katashinskaya / Aleksandr Vaskovich |
| 2024 |                                           |                                           |                                               |

## Albo d'oro novice

### Singolo maschile
| Anno | Oro               | Argento           | Bronzo                    |
| 2011 | Mihhail Sokolov   | Mark Yuris        | nessun altro partecipante |
| 2012 | Aleksandr Selevko | Daniil Zurav      | Nikita Solovjov           |
| 2013 | Maksim Kuznetsov  | Aleksandr Selevko | Kasparas Garšvas          |
| 2014 | Maksim Kuznetsov  | Mihhail Selevko   | Lauri Lankila             |
| 2015 | Egor Rukhin       | Andreas Nordebäck | Jegor Eschlinger          |
| 2016 | Chen Yudong       | Fang Shuai        | Andreas Nordebäck         |
| 2017 | Chen Yudong       | Jegor Martsento   | Francois Pitot            |
| 2018 | Mattias Lindfors  | Jegor Martsento   | Vladimir Taganov          |

### Singolo femminile
| Anno | Oro                | Argento                  | Bronzo               |
| 2011 | Kristina Shoshina  | Anna Laura Perve         | Erna Anna Husko      |
| 2012 | Elžbieta Kropa     | Kristina Škuleta-Gromova | Jea Hyryläinen       |
| 2013 | Anita Bauer        | Maria Semenova           | Lukrecija Paulikaitė |
| 2014 | Ekaterina Kurakova | Anželika Kļujeva         | Petra Laakonen       |
| 2015 | Alexandra Feigin   | Alexandra Trusova        | Diana Guseva         |
| 2016 | Alena Kanysheva    | You Young                | Anna Kuzmenko        |
| 2018 | Amalia Zelenjak    | Zasmina Jefremenko       | Roos Van Der Pas     |

### Danza su ghiaccio
| Anno | Oro                                  | Argento                                    | Bronzo                                |
| 2011 | Ksenia Konkina / Georgy Reviya       | Maria Oleynik / Andrey Neverov             | Lilia Iutanina / Andrey Filatov       |
| 2012 | Ksenia Konkina / Georgy Reviya       | Maria Oleynik / Maxim Nekrasov             | nessun altro partecipante             |
| 2013 | Viktoria Semenjuk / Artur Gruzdev    | Polina Kalinina / Maxim Nekrasov           | Katerina Bunina / Andrei Sokolov      |
| 2014 | Karina Sidarenka / Maksim Yelenich   | nessun altro partecipante                  | nessun altro partecipante             |
| 2015 | Irina Khavronina / Nikita Tashirev   | Ekaterina Kuznetsova / Dmitrii Parkhomenko | Angelina Zimina / Egor Goncharov      |
| 2016 | Julia Alieva / Mikhail Kaigorodtsev  | Sofiia Aleksova / Maksemilian Dubov        | Aleksandra Samersova / Fedor Sharonov |
| 2017 | Julia Alieva / Mikhail Kaigorodtsev  | Angelina Zimina / Andrei Pilin             | Ksenia Golubeva / Fedor Orekhov       |
| 2018 | Mariia Miliukova / Nikita Vitryanyuk | Tatjana Bunina / Ivan Kuznetsov            | Vasilisa Grigoreva / Lev Sergeev      |